# Georg Hoffmann-Ostenhof
Georg Hoffmann-Ostenhof (* 6. Oktober 1946 in Wien) ist ein österreichischer Journalist und Redakteur beim österreichischen Nachrichtenmagazin Profil.

## Leben
Hoffmann-Ostenhof, der in den 1970er Jahren der Gruppe Revolutionäre Marxisten (GRM) angehörte, studierte Soziologie und Politologie an der Universität Wien und der University of Michigan. Danach war er Außenpolitik-Redakteur beim Extrablatt und von 1979 bis 1991 stellvertretender Chefredakteur der Arbeiter-Zeitung, des damaligen Parteiorgans der SPÖ. Seit 1991 leitet er das Außenpolitik-Ressort des Nachrichtenmagazins profil und schreibt wöchentlich einen Kommentar zum Weltgeschehen. 
Sein Bruder ist der theoretische Chemiker Thomas Hoffmann-Ostenhof, sein Vater war der Biochemiker Otto Hoffmann-Ostenhof.

## Auszeichnungen
- Berufstitel Professor (2007)[2]